# تابس ظهري
التابس الظهري أو المعروف أيضًا باسم  اختلاج النخاع الزهري ، هو تآكل وتدمير بطيء (تحديدًا، إزالة الميالين) من الخلايا العصبية في الجزء الخلفي من المادة البيضاء في النخاع الشوكي (الجزء الأقرب إلى الجزء الخلفي من الجسم)، وأيضاً جذور الأعصاب الظهرية. وتساعد هذه الأعصاب عادةً في الحفاظ على إحساس الشخص بالمكان (الاستقبال الحسي العميق)، والاهتزاز، والتمييز بين نقطتين.

## العلامات والأعراض
قد لا تظهر العلامات والأعراض لعقود بعد العدوى الأولية، وتشمل الأعراض الضعف العام، وتناقص ردود الفعل، والشعور بالخدران في القدم (الشعور بوخز، أو دغدغة، أو نخز، أو تحرُق، أو تنميل)، ونقص الحس (وخاصة الإحساس باللمس)، واختلال في طريقة المشي (الرنح)، وتدهور تدريجي للمفاصل، ونوبات من الألم الشديد والانزعاج الحسي (بما في ذلك متلازمة الفم الحارق)، وتغيرات في الشخصية، والتبول اللاإرادي، الخرف، وفقدان السمع، وضعف البصر، وضعف الاستجابة للضوء (حدقة أرغيل روبرتسون). يكون الجهاز العضلي الهيكلي مسترخي تماماًَ مع ضعف في الاستجابة بسبب تدمير الطرف الحسي لمانع دوران المغزل. كما تتضاءل أو تضعف ردود الفعل الوترية العميقة. على سبيل المثال، قد تكون «رعشة الركبة» أو (الرد الفعلي الرضفي) غير موجودة، وهو مؤشر خطر علي ضعف الجهاز العصبي وضعف الاستجابة العصبية. يمكن أن تكون مضاعفات المرض عبارة عن آلام عصبيية انتيابية عابرة تؤثر على العينين، والتي كانت تسمى في السابق «نوبات بيل» والتي سميت علي اسم الطبيب الهولندي بيتر بيل. الآن تسمى «النوبات الجسدية العينية»، وهي نوبات تتميز بألم مفاجئ، ومكثف في العين، مع نزول الدموع، وحساسية للضوء.
«المشية التابية» هي عبارة عن مشية ترنحية مميزة لمرض الزهري غير المعالج حيث تتميز بأن أقدام الشخص تضرب الأرض مع كل خطوة بسبب فقدان استقبال الحس العميق. في ضوء النهار يمكن للشخص تجنب بعض أعراض عدم الثبات من خلال مشاهدة أقدامهم.

## سبب المرض
يحدث مرض التابس الظهري بسبب إزالة الميالين عن طريق عدوى زهرية متقدمة (المرحلة الثالثة من مرض الزهري)، حيث تحدث العدوى الأولية عن طريق البكتيريا الملتوية، التي تسمي البكتيريا اللولبية الشاحبة، وعندما يتم تركه دون علاج لفترة طويلة من الزمن يتقدم المرض حتي يصل إلى المرحلة الثالثة. تغزو البكتيريا أليافاً كبيرة من النخاع النسيجي المطلي بالميالين، مما يؤدي إلى الإضرار بالأعمدة الظهرية في النحاع الشوكي.

## العلاج
العلاج الأساسي هو البنسلين عن طريق الوريد. يمكن علاج الألم المصاحب باستخدام الأفيون، أو حمض الفالبرويك، أو كاربامازيبين. قد يتطلب استكمال العلاج أيضاً البدء في جلسات العلاج الطبيعي للتعامل مع ضعف العضلات وضمورها. العلاج الوقائي لأولئك الذين يشتركون في الاتصال الجنسي مع شخص مصاب بمرض الزهري مهم.
إذا ترك المرض دون علاج، يمكن أن يؤدي إلى الشلل، والخرف، والعمى. لا يمكن عكس ضرر الأعصاب الموجود.

## المرض في علم الأوبئة
المرض أكثر حدوثًا في الذكور عن الإناث. بداية المرض تحدث عادة خلال منتصف العمر. ترتفع معدلات الإصابة به في الوقت الحالي، ويرجع ذلك جزئيًا إلى الإصابة بـفيروس العوز المناعي البشري الذي يرتبط به في كثير من الأحيان.

## باحثين بارزين
على الرغم من وجود أبحاث سريرية سابقة لهذا المرض، وأوصاف وتوضيحات للأعمدة الخلفية للحبل الشوكي، إلا أنه يرجع الفضل في التعريف بالمرض لطبيب الأعصاب الألماني «رومبرغ]» الذي أصبحت أبحاثه كتابًا كلاسيكيًا، تم نشره لأول مرة باللغة الألمانية. وتمت ترجمته فيما بعد إلى الإنجليزية.
السير آرثر كونان دويل، مؤلف قصص شرلوك هولمز، جعل الدكتوراة الخاصة به على مرض التابس الظهري في عام 1885.

## مرضى بارزين

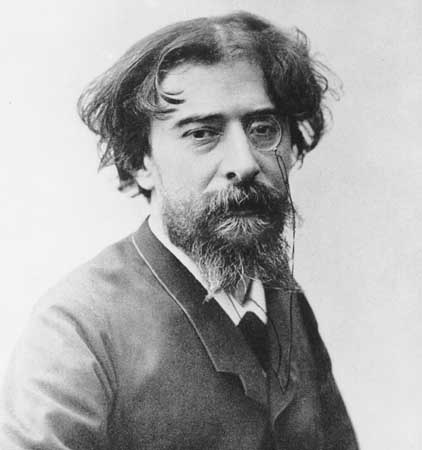
ألفونس دوديه

- كاتب القصص والروايات الألماني إرنست هوفمان أصيب ومات بمرض التابس الظهري.
- احتفظ الروائي الفرنسي ألفونس دوديه بكتاباته عن الألم الذي عانى منه بسبب هذا المرض، والتي نُشرت بعد وفاته باسم «لLa Doulou» (1930) وترجمت إلى الإنجليزية باسم In the Land of Pain (2002) بواسطة جوليان بارنز.
- أصيب الشاعر شارل بودلير بمرض الزهري في عام 1839، ثم لجأ إلى الأفيون للمساعدة في تخفيف آلام التابس الظهري التي أصابت عموده الفقري.
- توفي الرسام إدوارد مانيه من مضاعفات مرض الزهري، بما في ذلك التابس الظهري، في عام 1883، بالغاً من العمر 51 عامًا.
- الملاكم تشارلي ميتشل.
- ماير نودلمان، والد المؤلف والطبيب شيروين نولاند، الذي وصف مأساة والده على نطاق واسع في كتابه «ضائع في أمريكا؛ رحلة مع والدي»(2003).

## روابط خارجية
- tabes_dorsalis على موقع المعهد الوطني للاضطرابات العصبية والسكتة الدماغية (NINDS)